# Kabinet-Schmidt III
Het kabinet–Schmidt III was het West-Duitse kabinet van 4 november 1980 tot 1 oktober 1982. Het kabinet werd gevormd door de politieke partijen Sozialdemokratische Partei Deutschlands (SPD) en de Freie Demokratische Partei (FDP) na de verkiezingen van 1980 en was een voortzetting van het vorige kabinet Schmidt II. Helmut Schmidt de partijleider van de SPD diende een derde termijn als bondskanselier en Hans-Dietrich Genscher de partijleider van de FDP was vicekanselier en bondsminister van Buitenlandse Zaken. 
De economische recessie die de Bondsrepubliek trof brachten de grote ideologische verschillen tussen de coalitiepartners, de sociaaldemocratische SPD van bondskanselier Helmut Schmidt en de liberale FDP aan het licht. Was de SPD een groot voorstander van ingrijpen in het economische leven van de Bondsrepubliek, de FDP was hier fel tegen gekant. In 1982 bereikten de spanningen tussen de beide partijen een hoogtepunt. Het werd steeds duidelijker dat de FDP en de oppositionele CDU van Helmut Kohl elkaar programmatisch dicht waren genaderd. De SPD hield in april in München een partijcongres met de vraag of voortzetting van de coalitie gewenst was. Bondskanselier Schmidt, een voorstander van voortzetting van de coalitie, wist uiteindelijk met zijn medestanders de gedelegeerden te overtuigen maar kwam met een stevig eisenpakket voor de FDP die moest instemmen met overheidsingrijpen. De partijleider van de FDP, Hans-Dietrich Genscher, die tevens als vicekanselier en bondsminister van Buitenlandse Zaken deel uitmaakte van het kabinet, gaf te kennen hier weinig voor te voelen. Op 30 augustus en 12 september deed de FDP-bondsminister van Economie Otto Lambsdorff, een scherpe aanval op het economische beleid van de regering, waarop Schmidt zijn aftreden eiste. De FDP-leiding trok daarop op 17 september al haar ministers uit de regering terug.
Grondwettelijk gezien was de regering hiermee nog niet ten val gebracht. Het rompkabinet werd echter op 1 oktober door een zogenaamde "constructieve motie van wantrouwen," die was ingediend door de CDU/CSU en de FDP, ten val gebracht. Tegelijkertijd werd de leider van de CDU/CSU-fractie, Helmut Kohl, door een meerderheid van de Bondsdag gekozen tot nieuwe bondskanselier van een coalitie van CDU/CSU en FDP.

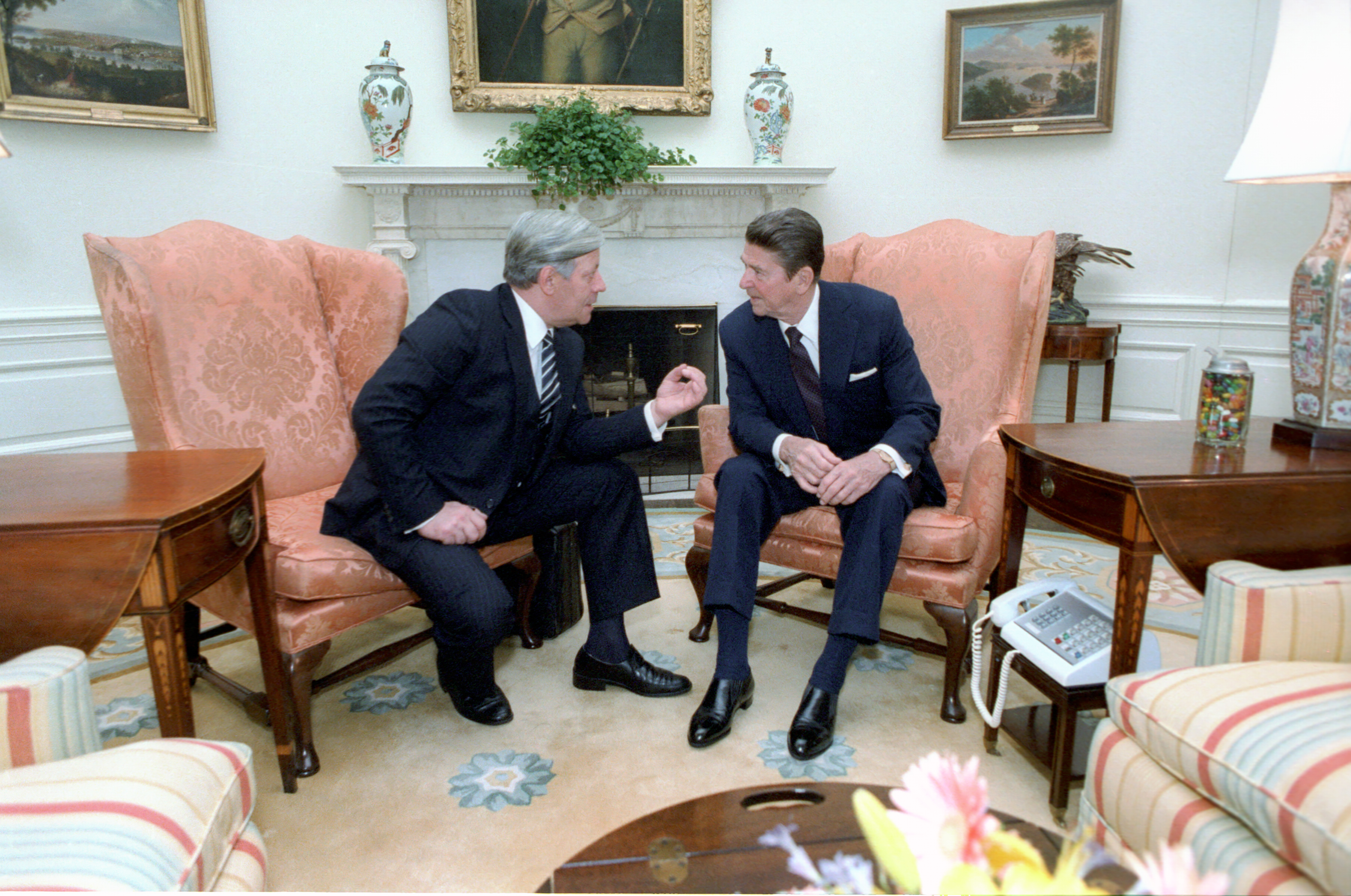
Bondskanselier Helmut Schmidt en president van de Verenigde Staten Ronald Reagan in de Oval Office op 21 mei 1981.

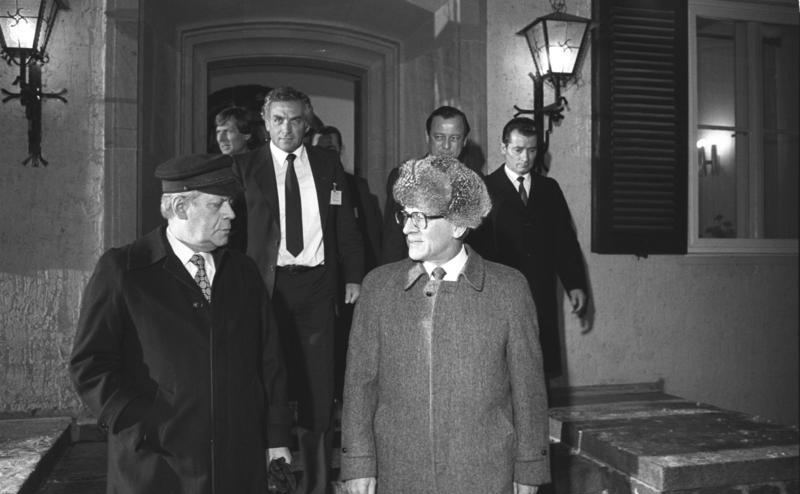
Bondskanselier Helmut Schmidt en Oost-Duitse Leider Erich Honecker in Templin op 12 december 1981.

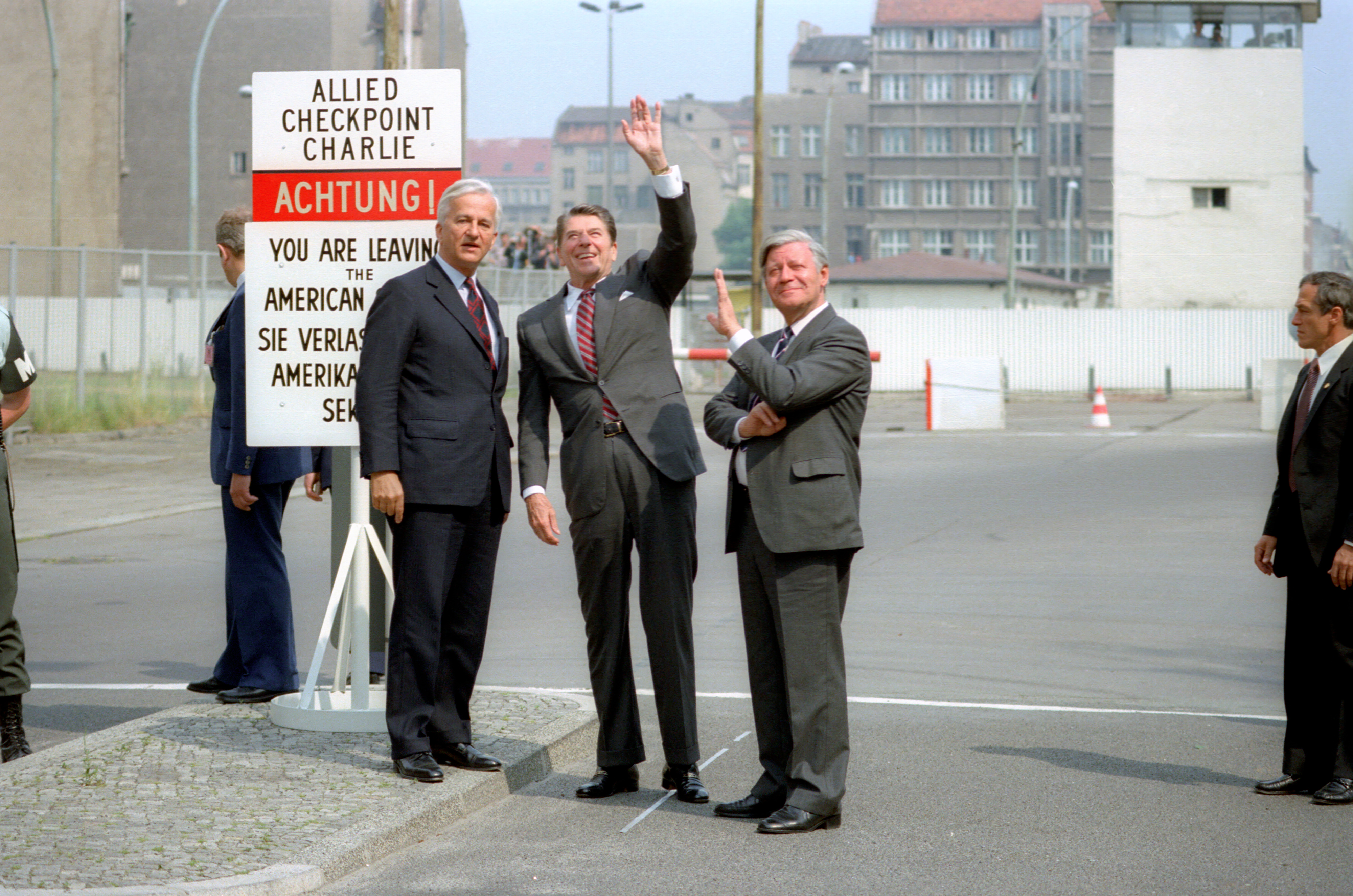
Regerend burgemeester van West-Berlijn Richard von Weizsäcker, president van de Verenigde Staten Ronald Reagan en bondskanselier Helmut Schmidt bij Checkpoint Charlie in West-Berlijn op 11 juni 1982.

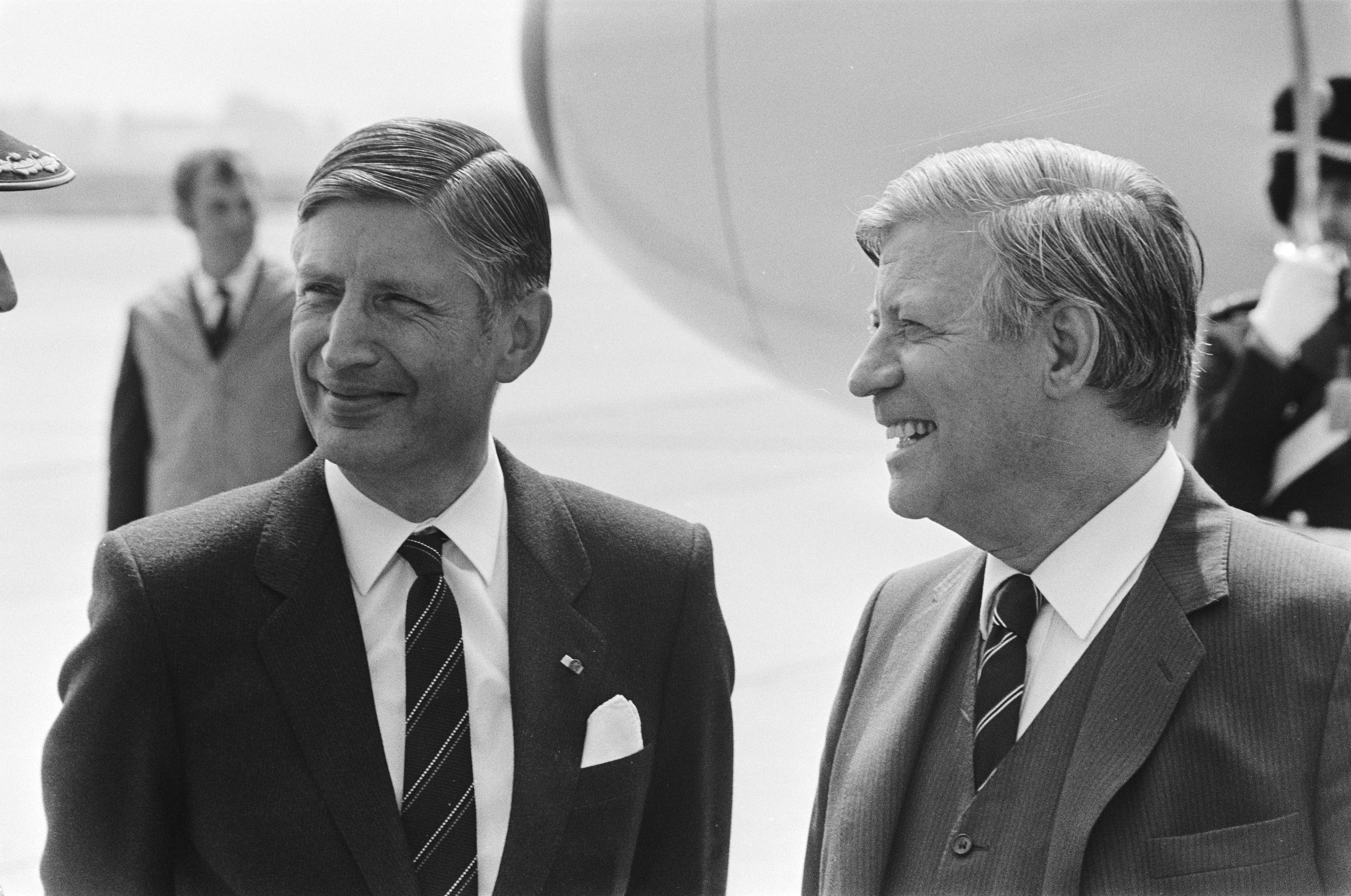
Premier van Nederland Dries van Agt en bondskanselier Helmut Schmidt op Vliegveld Valkenburg op 8 juli 1982.

Prins Claus, Koningin Beatrix en bondskanselier Helmut Schmidt op Paleis Huis ten Bosch op 8 juli 1982.

| Ambtsbekleder                               | Ambtsbekleder          | Ambtsbekleder                      | Functie(s)                                                | Ambtstermijn      | Ambtstermijn      | Partij(en) |
| ------------------------------------------- | ---------------------- | ---------------------------------- | --------------------------------------------------------- | ----------------- | ----------------- | ---------- |
|                                             | Helmut Schmidt         | Helmut Schmidt (1918–2015)         | Bondskanselier                                            | 16 mei 1974       | 1 oktober 1982    | SPD        |
| Bondsminister van Buitenlandse Zaken        | Helmut Schmidt         | Helmut Schmidt (1918–2015)         | 17 september 1982                                         |                   | 1 oktober 1982    | SPD        |
|                                             | Hans-Dietrich Genscher | Hans-Dietrich Genscher (1927–2016) | Vicekanselier                                             | 16 mei 1974       | 17 september 1982 | FDP        |
| Bondsminister van Buitenlandse Zaken        | Hans-Dietrich Genscher | Hans-Dietrich Genscher (1927–2016) |                                                           | 16 mei 1974       | 17 september 1982 | FDP        |
|                                             | Egon Franke            | Egon Franke (1913–1995)            | Vicekanselier                                             | 17 september 1982 | 1 oktober 1982    | SPD        |
| Bondsminister voor Oost-Duitse Betrekkingen | Egon Franke            | Egon Franke (1913–1995)            | 22 oktober 1969                                           |                   | 1 oktober 1982    | SPD        |
|                                             | Gerhart Baum           | Gerhart Baum (1932–2025)           | Bondsminister van Binnenlandse Zaken                      | 8 juni 1978       | 17 september 1982 | FDP        |
|                                             | Jürgen Schmude         | Jürgen Schmude (1936–2025)         | Bondsminister van Binnenlandse Zaken                      | 17 september 1982 | 1 oktober 1982    | SPD        |
|                                             | Hans Matthöfer         | Hans Matthöfer (1925–2009)         | Bondsminister van Financiën                               | 16 februari 1978  | 28 april 1982     | SPD        |
|                                             | Manfred Lahnstein      | Manfred Lahnstein (1937)           | Bondsminister van Financiën                               | 28 april 1982     | 1 oktober 1982    | SPD        |
|                                             | Hans-Jochen Vogel      | Hans-Jochen Vogel (1926–2020)      | Bondsminister van Justitie                                | 16 mei 1974       | 22 januari 1981   | SPD        |
|                                             | Jürgen Schmude         | Jürgen Schmude (1936)              | Bondsminister van Justitie                                | 22 januari 1981   | 1 oktober 1982    | SPD        |
|                                             | Otto Lambsdorff        | Graf Otto Lambsdorff (1926–2009)   | Bondsminister van Economische Zaken                       | 7 oktober 1977    | 17 september 1982 | FDP        |
|                                             | Manfred Lahnstein      | Manfred Lahnstein (1937)           | Bondsminister van Economische Zaken                       | 17 september 1982 | 1 oktober 1982    | SPD        |
|                                             | Hans Apel              | Hans Apel (1932–2011)              | Bondsminister van Defensie                                | 16 februari 1978  | 1 oktober 1982    | SPD        |
|                                             | Antje Huber            | Antje Huber (1924–2015)            | Bondsminister van Volksgezondheid, Jeugd en Familie Zaken | 14 december 1976  | 28 april 1982     | SPD        |
|                                             | Anke Fuchs             | Anke Fuchs (1927–2019)             | Bondsminister van Volksgezondheid, Jeugd en Familie Zaken | 28 april 1982     | 1 oktober 1982    | SPD        |
|                                             | Herbert Ehrenberg      | Herbert Ehrenberg (1926–2018)      | Bondsminister van Arbeid en Sociale Zaken                 | 14 december 1976  | 28 april 1982     | SPD        |
|                                             | Heinz Westphal         | Heinz Westphal (1924–1998)         | Bondsminister van Arbeid en Sociale Zaken                 | 28 april 1982     | 1 oktober 1982    | SPD        |
|                                             | Jürgen Schmude         | Jürgen Schmude (1936–2025)         | Bondsminister van Onderwijs en Wetenschap                 | 16 februari 1978  | 28 januari 1981   | SPD        |
|                                             | Björn Engholm          | Björn Engholm (1939)               | Bondsminister van Onderwijs en Wetenschap                 | 22 januari 1981   | 1 oktober 1982    | SPD        |
|                                             | Volker Hauff           | Volker Hauff (1940)                | Bondsminister van Verkeer                                 | 4 november 1980   | 1 oktober 1982    | SPD        |
|                                             | Josef Ertl             | Josef Ertl (1925–2000)             | Bondsminister van Landbouw, Voedsel en Bosbeheer          | 22 oktober 1969   | 17 september 1982 | FDP        |
|                                             | Björn Engholm          | Björn Engholm (1939)               | Bondsminister van Landbouw, Voedsel en Bosbeheer          | 17 september 1982 | 1 oktober 1982    | SPD        |
|                                             | Dieter Haack           | Dieter Haack (1934)                | Bondsminister van Ruimtelijke Ordening en Huisvesting     | 16 februari 1978  | 1 oktober 1982    | SPD        |
|                                             | Kurt Gscheidle         | Kurt Gscheidle (1924–2003)         | Bondsminister van Posterijen en Communicatie              | 16 mei 1974       | 4 november 1980   | SPD        |
|                                             | Hans Matthöfer         | Hans Matthöfer (1925–2009)         | Bondsminister van Posterijen en Communicatie              | 28 april 1982     | 1 oktober 1982    | SPD        |
| Ministers zonder portefeuille               |                        |                                    |                                                           |                   |                   |            |
| Ambtsbekleder                               | Ambtsbekleder          | Ambtsbekleder                      | Functie(s)                                                | Ambtstermijn      | Ambtstermijn      | Partij(en) |
|                                             | Rainer Offergeld       | Rainer Offergeld (1937)            | Bondsminister voor Economische Betrekkingen               | 6 februari 1978   | 1 oktober 1982    | SPD        |
|                                             | Andreas von Bülow      | Andreas von Bülow (1937)           | Bondsminister voor Onderzoek en Technologie               | 4 november 1980   | 1 oktober 1982    | SPD        |
|                                             | Manfred Schüler        | Manfred Schüler (1932)             | Chef des Bundeskanzleramts                                | 16 mei 1974       | 1 december 1980   | SPD        |
| Staatssecretaris voor Veiligheidsdiensten   | Manfred Schüler        | Manfred Schüler (1932)             |                                                           | 16 mei 1974       | 1 december 1980   | SPD        |
|                                             | Manfred Lahnstein      | Manfred Lahnstein (1937)           | Chef des Bundeskanzleramts                                | 1 december 1980   | 28 april 1982     | SPD        |
| Staatssecretaris voor Veiligheidsdiensten   | Manfred Lahnstein      | Manfred Lahnstein (1937)           |                                                           | 1 december 1980   | 28 april 1982     | SPD        |
|                                             |                        | Gerhard Konow (1929–1997)          | Chef des Bundeskanzleramts                                | 28 april 1982     | 1 oktober 1982    | O          |
| Staatssecretaris voor Veiligheidsdiensten   |                        | Gerhard Konow (1929–1997)          |                                                           | 28 april 1982     | 1 oktober 1982    | O          |

## Trivia
- Tien ambtsbekleders hadden ervaring as hoogleraar of wetenschapper en hadden een academische titel van doctor: Helmut Schmidt (econoom), Hans-Dietrich Genscher (jurist), Jürgen Schmude (jurist), Hans-Jochen Vogel (jurist), Otto Lambsdorff (jurist), Hans Apel (econoom), Herbert Ehrenberg (econoom), Volker Hauff (econoom), Dieter Haack (jurist) en Andreas von Bülow (jurist).